# Anthenantia
Anthenantia és un gènere de plantes de la família de les poàcies, ordre de les poals, subclasse de les commelínides, classe de les liliòpsides, divisió dels magnoliofitins.

## Taxonomia
- Anthenantia lanata (Kunth) Benth.
- Anthenantia villosa (Michx.) P. Beauv.

## Sinònims
(Els gèneres marcats amb un asterisc (*) són sinònims probables)
Anthaenantia P. Beauv., orth. var., 
Aulaxanthus Elliott, 
Aulaxia Nutt., 
*Leptocoryphium Nees.